# Concílio de Preslava
O Concílio Popular de Preslava (em búlgaro:  Преславски народен събор) foi realizado em 893 e está entre os mais importantes eventos da história do Primeiro Império Búlgaro por ter sido um marco na cristianização da Bulgária promovida por Bóris I.

## Contexto e fontes
Em 889, Bóris I abdicou, se retirou para um mosteiro e foi sucedido pelo seu primogênito, Vladimir, que tentou restaurar o paganismo, a religião tradicional da Bulgária. Bóris retornou à corte, depôs o filho e convocou um concílio popular[a] em Preslava para legitimar as mudanças. Como os assuntos a serem discutidos eram de grande importância para todo o país, o comparecimento e posterior aprovação de nobres maiores e menores, do clero e de representantes de todas as províncias era necessária. Contudo, não existe menção direta ao concílio nas fontes medievais. A mais detalhada descrição dos eventos que levaram à deposição de Vladimir está na "Chronicon" do abade beneditino Regino de Prüm:
| “ | ...o príncipe daquele povo [Bóris I], como eles dizem, depois de aceitar a benção do batismo, demonstrava tamanha perfeição que, durante o dia ele aparecia para seu povo em vestes reais e, durante a noite, coberto de trapos, entrava secretamente na igreja e, deitado no chão do templo, passava o tempo todo em oração, com apenas panos de saco para se cobrir. Logo ele deixou o reino terrestre e, depois de deixar em seu lugar como príncipe seu filho mais velho [Vladimir]], ele foi tonsurado, tomou as vestes do sagrado ascetismo e se tornou monge, dedicando seus dias e noites à caridade, vigília e orações. Enquanto isso, seu filho, que ele havia nomeado príncipe e que era muito menos zeloso e ativo que o pai, começou a abusar e a gastar seu tempo em bebedeiras, banquetes e depravações; e usou de todos os meios possíveis para converter seu povo recém-batizado de volta aos rituais pagãos. Quando seu pai soube disso, inflamado pela raiva, se desfez de suas roupas monásticas, colocou novamente a faixa militar, pôs as vestes reais e, depois de juntar aos tementes a Deus, enfrentou o filho. Logo e sem muita dificuldade, ele o capturou, arrancou-lhe os olhos e enviou-o para a prisão. Então 'ele juntou o império todo' e nomeou príncipe seu filho mais novo [Simeão I] e ameaçou-o perante todos com o mesmo destino se ele traísse o verdadeiro cristianismo. Depois destes arranjos, ele tirou a faixa, colocou as sagradas roupas monásticas e voltou para o mosteiro, passando o resto de sua vida atual no sagrado ascetismo. | ” |

## Decisões
De acordo com os historiadores, o concílio foi presidido por Bóris I e tomou quatro importantes decisões:
- O príncipe Vladimir foi deposto e substituído pelo irmão Simeão, que estava até então destinado a se tornar um clérigo de alto posto ou mesmo um arcebispo[5][6] e foi liberado de seu juramento.[7] Houve também uma mudança na tradição sucessória para permitir que o irmão do monarca o sucedesse. Até aquele momento, apenas o filho dele poderia fazê-lo. A mudança foi mencionada por João Exarca em sua obra Shestodnev.
- A capital da Bulgária se mudou de Plisca para Preslava. Esta decisão foi explicada como sendo uma decisão de Bóris, que desejava uma capital distante de Pliska, onde a memória do passado pagão ainda era muito forte. A nova capital de Simeão seria então rodeada de fieis cristãos e por pessoas leais à política pró-eslava de seu pai.[8] Em Preslava também estava o Mosteiro de Panteleimon,[9] para onde Bóris I havia se retirado e onde é possível que Simeão I tenha residido. Andreev sugere que a mudança foi um ato simbólico contra o paganismo.[1]
- O clero bizantino foi banido do país e substituído por búlgaros. Entre os bispos recém-nomeados estava Clemente de Ácrida, que foi enviado para Devol, na região de  Kutmichevitsa.[10]
- O búlgaro antigo substituiria o grego na liturgia e, desta forma, seria a língua oficial da Bulgária. Este ato teve grande importância não apenas para os búlgaros, mas para todo o mundo eslavo.[11]

## Importância
As decisões tomadas durante o Concílio de Preslava tiveram grande impacto na história da Bulgária. O status oficial do búlgaro antigo deu grande ímpeto para o desenvolvimento da Escola Literária de Preslava e de Ocrida. A cultura e a literatura búlgaras entraram numa era de ouro sob o comando do recém-eleito Simeão I e o país se tornou um centro espiritual e cultural da Europa eslava. A expulsão do clero bizantino e o fim do uso do grego na liturgia garantiu que a Bulgária permaneceria distante de qualquer influência direta ou mais forte dos bizantinos em suas vidas política e religiosa.
Contudo, a reação bizantina foi rápida. Já em 894, o imperador Leão VI, o Sábio, mudou o mercado para comerciantes búlgaros de Constantinopla para Tessalônica, o que foi um duro golpe para os interesses econômicos búlgaros, o que provocou a primeira guerra comercial europeia, vencida por Simeão I depois da decisiva Batalha de Bulgarófigo. Então o Patriarcado de Preslava foi reconhecido e criado.